# Der blaue Boll
Der Blaue Boll ist das sechste Drama von Ernst Barlach aus dem Jahr 1926. In sieben Bildern wird die Identitätssuche der eigentlich charakterstarken Hauptperson Kurt Boll zwischen dem an einen festen Körper gebundenen Leben und der Erlösung durch einen allmächtigen Gottvater behandelt. Wegen seiner Neigung zum übermäßigen Essen und Trinken neigt Boll zum Schlagfluss, bekommt oft eine blaue Gesichtsfarbe und wird daher »der blaue Boll« genannt. Das Drama hat großen Erfolg. In die Handlung sind Güstrower Örtlichkeiten, etwa die Pfarrkirche, eingeflochten. Als Vorbild für die Figur des Boll diente Barlach sein Freund Theodor Däubler.

## Inhalt
Kurt Boll, ein gutsituierter und vom Leben gelangweilter Gutsbesitzer, kommt mit seiner Frau Martha Boll in die Kleinstadt, um Besorgungen zu machen. Es ist ein nebliger kühler Morgen. Beide sind anschließend mit dem benachbarten Gutsbesitzer Otto Prunkhorst zum Essen verabredet. Die flüchtige Begegnung Bolls mit der einfachen Grete Grüntal führt bei ihm zum Nachdenken über sein Leben. Grete will sich und ihre drei Kinder umbringen. Sie kann Boll überreden, ihr dafür das Gift zu besorgen, was Boll jedoch nicht gelingt. Im Gästezimmer des mysteriösen Wirtes Elias erkennt Grete das Verwerfliche ihrer Tat. Boll kommt hinzu und versucht die inzwischen Ohnmächtige zu retten. Nachdem ihm dies glückt, ist er lebensfroher als zuvor und somit gewandelt.

## Figuren
- Kurt Boll – wohlhabender Gutsbesitzer. Kräftige Statur, aber auch grüblerisch veranlagt
- Martha Boll – seine Frau
- Otto Prunkhorst – Gutsbesitzer, Nachbar von Kurt Boll
- Grete Grüntal – Frau des Schweinehirten Grüntal. Jung und sinnlich, aber auch dämonisch
- Wirt Elias
- Doris – seine Frau
- Bürgermeister
- Schuhmachermeister Holtfreter
- Uhrmacher Virgin
- Kutscher Saugwurm
- Käselow, Splint und Mehlspeis – drei Tote

## Bezüge zu Güstrow
Im Werk werden zahlreiche Orte genannt, die auf Güstrow als Handlungsort schließen lassen. Der Wohnort des Schweinehirten Grünthal, Parum, liegt vier Kilometer westlich der Stadt. Der Schuhmacher Holtfreter wohnt im Grünwinkel, einer Straße im Zentrum von Güstrow. Die Haupthandlung spielt im Güstrower Dom.

## Zitate
“Boll hat mit Boll gerungen, Boll hat Boll gerichtet und er, der andere, der neue, hat sich behauptet.”